# Smyrna (Maine)
Smyrna és una població dels Estats Units a l'estat de Maine (EUA). Segons el cens del 2000 tenia 415 habitants.

## Demografia
Segons el cens del 2000, Smyrna tenia 415 habitants, 155 habitatges, i 110 famílies. La densitat de població era de 4,6 habitants/km².
Dels 155 habitatges en un 33,5% hi vivien nens de menys de 18 anys, en un 60,6% hi vivien parelles casades, en un 7,1% dones solteres, i en un 29% no eren unitats familiars. En el 25,8% dels habitatges hi vivien persones soles el 14,2% de les quals corresponia a persones de 65 anys o més que vivien soles. El nombre mitjà de persones vivint en cada habitatge era de 2,68 i el nombre mitjà de persones que vivien en cada família era de 3,25.
Per edats la població es repartia de la següent manera: un 27% tenia menys de 18 anys, un 8,9% entre 18 i 24, un 28,7% entre 25 i 44, un 20,5% de 45 a 60 i un 14,9% 65 anys o més.
L'edat mediana era de 37 anys. Per cada 100 dones de 18 o més anys hi havia 89,4 homes.
La renda mediana per habitatge era de 25.625 $ i la renda mediana per família de 27.917 $. Els homes tenien una renda mediana de 23.625 $ mentre que les dones 20.313 $. La renda per capita de la població era d'11.751 $. Entorn del 16,4% de les famílies i el 20,3% de la població estaven per davall del llindar de pobresa.